# Universitetsdomstolar
Universitetsdomstolar (eng. University courts), domstolar vid universiteten i Oxford och Cambridge med delvis från medeltiden stammande domsrätt i en del mål, där den ena av parterna var medlem av universitetet. De dömde tidigare efter särskild kanonisk och civil rätt, men tillämpade sedermera Englands allmänna lag.
Numera finns ett University court även vid många av de nyare universiteten i Storbritannien, men karaktären av domstol har försvunnit. Istället fungerar University courts som konsistorium eller annan form av överstyrelse för universitetet ifråga.
Universitetsdomstol har även funnits i Uppsala.